# 희망열차
〈희망열차〉(希望列車 기보우덴샤[*])는 일본의 걸그룹 NGT48의 열 번째 싱글이다. 2025년 6월 4일에 유니버설 뮤직 재팬(EMI Records)에서 발매되었다. 더블 센터 포지션은 후지사키 미유, 오오츠카 나나미가 맡았다.

## 발매 배경
전작 〈한순간의 불꽃〉로부터 1년 만의 싱글이다. Type-A, Type-B, NGT48 Offical CD Shop 한정판으로 총 세 가지의 형태로 발매됐다.